# Nevermind (película)
Nevermind es una película italiana de antología de 2018, dirigida por Eros Puglielli, definida por el director como una comedia psicodélica y surreal. Protagonizada por Paolo Sassanelli, Giulia Michelini, Massimo Poggio y Andrea Sartoretti, el filme presenta una trama dividida en episodios independientes entre sí —aunque unidos por personajes en común— y narra las vidas de cinco personas, interrumpidas por acontecimientos desconcertantes y paradójicos: un abogado con un hábito deplorable, una niñera con un nuevo e inquietante trabajo, un pequeño emprendedor que vuelve a su pueblo natal para pedir un préstamo a un viejo amigo con un presente turbio, un aspirante a cocinero paranoico y un psicólogo perseguido por una grúa remolque.

## Trama

### Prólogo
Paolo, un estimado psicólogo, conduce una vez por semana en Radio Rock una transmisión en la cual los pacientes exponen sus problemas. Finalizada la transmisión, Paolo toma un bombolone a la crema antes de retirarse. Caminando hacia su auto, el hombre es envestido por una grúa remolque; el conductor de esta, en lugar de ayudarlo, se da a la fuga a toda velocidad. Con las pocas fuerzas que le quedan, Paolo intenta alcanzar el bombolone.

### I -Il ravanatore
Aldo es un abogado muy conocido en la capital, tiene una lista de clientes importantes (entre los que se encuentra un cardenal a quien debe entregar un documento muy importante) y una secretaria muy atenta y sobre todo, muy obsesionada con la limpieza. Eso se debe a que ella sabe el secreto de Aldo: el abogado se encierra en su oficina y se introduce ciertos objetos dentro de su ropa interior para después retirarlos. Un día Clizia, la secretaria, le comunica que debe retirarse antes de lo habitual para ir al dentista. En el consultorio, el doctor Toscani le comenta que la intervención para colocarle los aparatos dentales iba a ser cancelada debido a que los brákets y el filamento de hierro habían desaparecido, de no ser por alguien que los había encontrado. Ese alguien es un conocido del doctor Toscani, el mismo Aldo.

### II -Babysitter
El doctor Toscani recibe una llamada de la agencia de trabajo: encontraron una niñera para su hijo. La niñera se llama Giulia y convive con su novio, el dueño de una pequeña empresa al borde de la bancarrota. La chica se presenta a la entrevista de trabajo con la fría esposa de Toscani, quien le comunica que debe encargarse de su hijo Mattia, de ocho años de edad, llevarlo y traerlo de la escuela, y hacerle la comida. A Giulia le sorprende el hecho de que no le hayan presentado al niño. A pesar de la situación, y sin haber visto todavía al niño, prepara la comida, mientras un robot limpiador recorre la casa.
Finalizado el horario de trabajo, el doctor Toscani decide premiarla por el buen trabajo. Esa tarde, Giulia le confiesa al novio que tiene miedo de volver a la casa porque ni siquiera está segura de que el niño exista. Daniele, su novio, le sugiere hacer exactamente lo mismo que hizo el primer día. Giulia sigue su consejo y al día siguiente repite lo mismo que había hecho antes, en compañía del robot limpiador. Al final de la jornada, el doctor Toscani le entrega un dinero extra por su excelente tarea.
Esa tarde Giulia y Daniele festejan cenando sushi y se ilusionan con la idea de tener estabilidad económica. Sin embargo, al día siguiente Giulia comete una imprudencia: durante su rutina cotidiana, se detiene a hablar con una vecina del mismo piso que la invita a entrar a tomar el té. Giulia, tratando de conseguir información acerca del niño, escucha de parte de la vecina una excéntrica historia sobre adopciones que, al final, no guardaba ninguna relación con los Toscani. Dándose cuenta de que estaba llegando tarde, regresa rápidamente al apartamento y descubre que los Toscani acaban de llegar, y la acusan de haber maltratado a su hijo. Cuando Giulia comenta que nunca ha visto al niño, los Toscani la despiden.

### III -Ziopadre
Mientras tanto, Paolo vuelve a casa después de un breve periodo en el hospital debido al accidente con la grúa remolque, pero el accidente le ha afectado la psique: ya no se puede concentrar como antes durante el trabajo, en su cuaderno dibuja símbolos fálicos y no escucha a los pacientes. Uno hombre, mayor accionista de la empresa de Daniele y que podría salvarlo, le pide que le aconseje si debería ceder su parte o no. Paolo le responde: «¡No lo haga!», pero se trataba solo de una frase que había escuchando en una película. Es accionista no vende su parte y como consecuencia se aproxima la quiebra de la compañía. No obstante, Paolo tiene un plan: ir de visita a su ciudad de origen en el norte para pedir dinero prestado a Gualtiero, un amigo de su infancia que ha hecho fortunas negociando con productos derivados del cerdo.
Gualtiero, que lo recibe amigablemente, le confiesa que se ha casado con una vieja amante y que está esperando un hijo de ella. Después de haberle explicado la situación, Gualtiero toma una decisión: le prestará el dinero a Daniele a cambio de que este se encargue de su anciana madre. Daniele recibe una llamada: su socio le avisa que la Guardia di Finanza lo está buscando. Para evitar consecuencias, Daniele hace lo que le parece más justo: se casará con la madre de Gualtiero.

### IV -Non posso vederlo
Después de su participación en Radio Rock, Paolo se dirige a su casa. Cuando el empleado del estacionamiento lo ve, le recuerda que vino en auto y que el vehículo está aparcado ahí desde hace una semana. Al acercarse al automóvil, descubre que le han robado el motor. Afortunadamente, en ese momento pasa una grúa remolque que lo lleva al mecánico más cercano. Sin embargo, cuando Paolo observa al conductor de la grúa, tiene un recuerdo instantáneo y cuando está por recordarlo todo, le estalla una vena y se desmaya. El conductor aprovecha la situación para bajarlo del vehículo y dejarlo sobre la calle junto a su automóvil simulando un intento de rapiña.
Paolo termina en coma. Uno de sus pacientes, Valerio, llega de visita al hospital. Ahí es donde se encuentra con otro psicólogo amigo de Paolo, quien se ofrece a continuar con la terapia que Paolo estaba llevando a cabo. Valerio le explica que asiste a un curso de cocina y que desde hace algunos meses ya no se siente cómodo a causa de la llegada de un nuevo compañero, Beppe, que es una especie de celebridad por haber participado en el reality show culinario Il Trono di Spiedi (una grotesca parodia de MasterChef). Intentando tener una conversación amigable con Beppe, Valerio le confiesa que está enamorado de Susanna, una compañera del curso. Beppe aprovecha la situación y algunas ideas de Valerio para mostrarse atractivo frente a Susanna. Esta vez, el psicólogo le sugiere un método experimental ruso: la cancelación, la cual consiste en ignorar totalmente la persona odiada al punto de hacerla desaparecer.      
El sistema tiene resultados, Valerio se vuelve más seguro de sí mismo y logra tener una cita con Susanna. Sin embargo, en la prueba final del curso para llegar a ser ayudante de cocinero en el Vaticano, para la cual el cardenal del primer episodio pide que reproduzcan el menú del Concilio de Trento, Valerio se ve obligado a trabajar en equipo con Beppe. Valerio se encuentra en dificultades para desarrollar su trabajo debido a que para él Beppe es invisible e inaudible, como consecuencia del avanzado método de cancelación. Desesperado, llama al psicólogo para preguntarse si es posible revertir el método. Este le responde que no solo es irreversible sino que se transferirá hacia cualquier persona hacia la cual Valeria sienta hostilidad. Después de haber discutido con sus compañeros de curso, Valerio escapa hacia una ciudad poblada, para él, de personas invisibles.

### Epílogo
Finalmente Paolo se despierta del coma y los médicos declaran que su caso es un milagro. Volviendo a casa, el hombre camina por un mercado y ve a Valerio, ahora viviendo como un indigente. Paolo lo llama y Valerio se da vuelta a verlo, desesperado al ser el único hombre que es capaz de ver. En ese mismo momento, Paolo es envestido una vez más por la grúa remolque, que se da a la fuga nuevamente.

## Reparto
- Paolo Sassanelli como Paolo
- Andrea Sartoretti como Valerio
- Giulia Michelini como Giulia
- Massimo Poggio como Massimo
- Alberto Molinari como Aldo
- Gualtiero Burzi como Gualtiero
- Renato Scarpa como el psicólogo
- Pia Engleberth como chef del curso de cocina
- Aurore Erguy como Susanna
- Gianluca Gobbi como Beppe
- Antonio Merone como el accionista
- Gianna Giachetti como Vecina de los Toscani
- Luis Molteni como el cardenal
- Cristiano Callegaro como conductor de la grúa remolque
- Claudia Coli como Teresa
- Dagmar Lassander como la señora Rosaria
- Lucia Gravante como Clizia
- Paolo Romano como el doctor Toscani
- Federica Di Martino como la señora Toscani
- Daniele Natali

## Producción
El filme fue producido por Daniele y Fabio Tomassetti para Déjà Vu Production y coproducido por Gianluca Curti para Minvera Pictures Groups y Antonio Muoio, Danilo Acitorio, Eros Puglielli y Riccardo Mancini para Monkey King Pictures.

## Estreno
Nevermind se proyectó como antesala del Festival de Cine de Roma en la sección Alice nella Città el 27 de octubre de 2018 en el Auditorium Parco della Musica de Roma. La película llegó a las salas de cine el 1 de agosto de 2019.

## Recepción

### Crítica
En una reseña de la película, la revista Wired publicó: «El de Puglielli es un cine de obsesiones, persecuciones, fobias, en el cual quien observa el mundo es prisionero de sí mismo, de las convicciones con que parece haber nacido. Todo eso en clave de comedia negrísima e hilarante». Según ANSA.it: «En una época habían filmes episódicos que describían a Italia con ironía, se reía, pero también se reflexionaba, hoy en su lugar está Nevermind de Eros Puglielli. Casi la misma fórmula, pero con un alma irreverente, surreal, grotesca, un alma, sin embargo, sin demasiada esperanza con respecto a los tiempos actuales». Emiliano Morreale de La Repubblica observó que «aunque el modelo de Nevermind es la argentina Relatos salvajes, la película a la que más se parece es Strane storie (1994) de Sandro Baldoni».

### Premios
| Organización  | Categoría           | Resultado | Ref    |
| ------------- | ------------------- | --------- | ------ |
| Fantafestival | Premio del Pubblico | Ganadora  | [ 11 ] |